# Heliodiaptomus
Heliodiaptomus é um género de crustáceo da família Diaptomidae.
Este género contém as seguintes espécies:
- Heliodiaptomus kolleruensis
- Heliodiaptomus pulcher